# Пипинсрид (футбольный клуб)
Пипинсрид — футбольный клуб из Германии базирующийся в Верхней Баварии. С сезона 2023/24 выступает в Баварской лиге.

## История
ФК Пипинсрид был основан в 1967 году, и на протяжении большей части своей ранней истории клуб был ничем не примечательной любительской командой в местном баварском футболе. Находясь в Верхней Баварии, клуб решил войти в лигу соседней баварской Швабии, клуб вошёл в Ц-класс, самый низкий уровень баварского футбола в то время, клуб получил повышение до Б-класса в 1975 году. в 1978 году клуб повысился уже в А-класс, где он сразу же выиграл чемпионат и получил ещё одно повышение, теперь в Бециркслигу в 1979 году. Впервые он поднялся выше лиг Швабии в 1989 году, когда занял второе место в Берциркслиге Швабен в первом сезоне лиги. Пипинсрид участвовал в Ландеслиге Бавария-Юго-запад в течение четырёх сезонов с 1989 по 1993 год, но за это время ни разу не финишировал выше одиннадцатого, а в конце был переведен обратно в Бецирксоберлигу.
Следующие шесть сезонов клуб провел в Бецирксоберлиге Швабен, снова приблизившись к повышению в 1996 и 1998 годах, когда команда заняла третье место. В следующем сезоне, 1998-99, он выиграл чемпионат лиги и снова перешел в Ландеслигу Юг. Следующие тринадцать сезонов были проведены в Ландеслиге Юг, где Пипинсрид, по большей части, снова боролся с вылетом. С 2000 по 2003 год клуб неплохо выступал в лиге, заняв пятое место в 2002 году, но после этого снова спустившись. Тем не менее, Пипинсрид просуществовал в Ландеслиге Юг до 2012 года, когда лига была распущена.
Когда количество Ландеслиг увеличилось с трех до пяти, а размер Баварии увеличился вдвое, клуб прошел квалификацию для перехода в новый южный дивизион Баварской футбольной лиги, но в стыковых матчах проиграл ФК Гундельфинген в первом раунде. Вместо этого Пипинсрид был сгруппирован в новую Ландеслигу Бавария-Юго-запад. В этой лиге, когда большое количество бывших топ-команд Ландеслиги Юг теперь перешло в Баварскую лигу, Пипинсрид показал себя довольно хорошо, с небольшим перевесом завоевав первый чемпионский титул в 2012—2013 годах. Благодаря этому клуб перешел в Баварскую лигу на сезон 2013—2014. Ещё одним сильным выступлением в следующем сезоне стало то, что клуб занял третье место в Баварии и прошел в стыковые матчи за выход в Региональную лигу, где снова проиграл в первом раунде ФК Розенхайму.
Клуб снова занял третье место в лиге в 2014-15 годах и клуб выиграл от того, что клуб, стоящий выше него, решил не подавать заявку на лицензию Региональной лиги, тем самым снова получив шанс участвовать в стыковых матчах. Пипинсрид по сумме двух матчей проиграл ВфР Гархингу в первом раунде и, таким образом, остался на уровне Баварской лиги.
В сезоне 2016-17 ФК «Пипинсрид» впервые в истории перешел в региональную лигу, четвёртый уровень немецкого футбола. Клуб обеспечил себе место в лиге, победив резервную команду Гройтера Фюрта в стыковых матчах, выиграв 3-2 в дополнительное время после ничьи 1-1 в первом матче.
Однако после двух сезонов в Региональной лиге «Пипинсрид» вылетел в баварскую лигу сезона 2019—2020.В сезоне 2020—2021 «Пипинсрид» стал чемпионом Баварской лиги что дало ему повышение в Региональную Лигу сезона 2021—2022 напрямую. Снова после двух сезонов в Региональной лиге клуб вылетел в Баварскую лигу на сезон 2023—2024

## Сезоны клуба
- 1967—1975 — C-класс футбольной лиги Баварской Швабии (10 уровень)
- 1975—1978 — B-класс футбольной лиги Баварской Швабии (9 уровень)
- 1978—1979 — A-класс футбольной лиги Баварской Швабии (8 уровень)
- 1979—1989 — Бециркслига Швабея (7 уровень)
- 1989—1993 — Ландеслига Бавария-Юго-запад (6 уровень)
- 1993—1999 — Бециркслига Швабен (7 уровень)
- 1999—2013 — Ландеслига Юг (6 уровень)
- 2013—2017 — Баварская футбольная лига (5 уровень)
- 2017—2019 — Региональная лига (4 уровень)
- 2019—2021 — Баварская футбольная лига (5 уровень)
- 2021—2023 — Региональная лига (4 уровень)
- с 2023 — Баварская футбольная лига (5 уровень)

## Достижения
- Баварская футбольная лига (5 уровень)
  - Чемпионы: 2021
- Ландеслига Бавария Юг (6 уровень)
  - Чемпионы: 2013
- Бецирксоберлига Швабен (7 уровень)
  - Чемпионы: 1999
  - Вице-чемпионы: 1989